# Erich Heintel
Erich Heintel (nacido el 29 de marzo de 1912 - 25 de noviembre de 2000 en Schneeberg en Baja Austria), fue un filósofo y profesor en Viena.
Después de su doctorado (en 1936), estuvo científicamente activo, trabajó para el personal del Ejército en pruebas psicológicas y 1 de julio de 1940 fue miembro de NSDAP. Desde 1952, Heintel trabajó como un asociado y desde 1960 a 1982 como profesor de filosofía en la Universidad de Viena.